# Kurzschwanz-Zwerghamster
Die Kurzschwanz-Zwerghamster (Phodopus) bilden eine Gattung der Hamster und umfassen den Roborowski-Zwerghamster und die Dsungarischen Zwerghamster. Fossil sind sie ab dem Pleistozän in Eurasien bekannt. Sie bewohnen die Wälder, Steppen und Halbwüsten in der Mongolei, im Süden Sibiriens und in angrenzenden Gebieten Chinas und Kasachstans und ernähren sich vor allem von den Samen von Pflanzen.
Kurzschwanz-Zwerghamster sind kleine Hamster, deren kurzer Schwanz nicht aus dem Fell herausragt.
Sie weisen besondere Anpassungen an extreme Temperaturen, wie behaarte Pfoten und eine spezielle Thermoregulation, auf.

## Körpermerkmale

### Äußere Körpermerkmale
Der Körper der Kurzschwanz-Zwerghamster ist kräftig und die Kopf-Rumpf-Länge beträgt 5,3 bis 10,2 Zentimeter. Mit 4 bis 14 Millimetern beträgt die Schwanzlänge gewöhnlicherweise weniger als ein Fünftel davon
und der dicht behaarte Schwanz ist kürzer als die Hinterpfoten. Die Merkmale des Kopfes ähneln denen anderer Zwerghamster, die Schnauze ist jedoch kürzer, der Hals ist vergleichsweise schwach ausgeprägt und die kurzen, dünnen Ohrmuscheln sind behaart. Nach vorne gebogen reichen sie nicht bis zu den vergleichsweise großen Augen.
Die Pfoten der Kurzschwanz-Zwerghamster sind kurz und breit. Die fünfte Zehe der Hinterpfote ist nicht verkürzt und nur etwas kürzer als die vierte. Die erste Zehe der Vorderpfote weist einen stumpfen Nagel auf, an den restlichen Zehen befinden sich Krallen. Diese sind im Gegensatz zu denen anderer Hamster zumindest im Winter mehr als halb so lang wie die entsprechenden Zehen. Die Sohlen der Vorder- und Hinterpfoten sind bis zu den Krallen dicht behaart. Die Ballen sind verkleinert und wegen der dichten Behaarung nicht sichtbar.
Das Fell der Kurzschwanz-Zwerghamster ist oberseits grau bis braungelb und unterseits weiß. An den Körperseiten verläuft das Fell der Unterseite in drei Bögen nach oben. Die Seiten der Schnauze, die oberen Lippen, der untere Teil der Backen und der Flanken, die Gliedmaßen, der Schwanz und der Bauch sind weiß. Die Dsungarischen Zwerghamster weisen einen dunklen Aalstrich auf. Ein dunkler Brustfleck ist nicht vorhanden. Im Gegensatz zu anderen Hamstern ist die Vorderwand der Backentaschen behaart. Diese sind groß und die Weibchen haben acht Zitzen.

### Schädel
Der Gesichtsschädel der Kurzschwanz-Zwerghamster ist vergleichsweise kurz. Die Jochbögen sind weit gespreizt, im vorderen Abschnitt weiter als im hinteren, und verlaufen steil auseinander. Die Ursprungsfläche des Massetermuskels am Oberkiefer ist gut abgegrenzt, bedeckt das Unteraugenloch und reicht weiter als bei anderen Hamstern aufwärts und zurück bis zum vorderen Abschnitt des Jochbogens.
Insbesondere im Bereich der Schädelbasis ist der Schädel hoch und die Hirnkapsel ist vergleichsweise hoch und ausgedehnt. Knochenleisten zwischen dem Stirnbein und dem Scheitelbein sind nicht vorhanden. Die Flügelgruben des Keilbeins sind breit und leicht U-förmig vertieft. Der Bau der Paukenblasen ähnelt dem der Maushamster. Sie sind klein mit röhrenförmig verlängerten Vorderenden.
Der Unterkiefer der Kurzschwanz-Zwerghamster ist für Hamster charakteristisch. Die Einkerbung an den Ästen ist tief und die Fortsätze, insbesondere der Muskelfortsatz und der Winkelfortsatz, sind lang. Der die Zahnfächer tragende Knochenhöcker ist vergleichsweise schwach ausgebildet und liegt vor der Mitte des Muskelfortsatzes. Der Unterkieferkörper ist verhältnismäßig kurz und steiler gebogen als bei anderen Hamstern.

### Gebiss
Die Höcker der oberen Backenzähne liegen einander gegenüber. Selbst wenn sie leicht gegeneinander versetzt sind, sind die Furchen dazwischen geschlossen. Lediglich die Furche zwischen dem mittleren Höckerpaar des ersten Backenzahns kann nach vorne und innen geöffnet sein. Bei den unteren Backenzähnen sind die Höcker gegeneinander versetzt. Geschlossene Furchen sind jedoch trotzdem vorhanden, selbst die zwischen dem mittleren Höckerpaar des ersten Backenzahns und die zwischen dem vorderen Höckerpaar des zweiten Backenzahns. Die vorderen Höcker des ersten oberen Backenzahns sind vergleichsweise groß und gleich lang. Gegenüber dem folgenden Höckerpaar sind sie merklich enger angeordnet und deutlich nach außen verschoben. Die vorderen Höcker des ersten unteren Backenzahns sind dagegen deutlicher voneinander getrennt und der äußere ist merklich größer als der innere.
Die inneren „Kragen“ des zweiten und dritten oberen Backenzahns neigen zur Verkleinerung, insbesondere die des dritten Backenzahns, während die äußeren ausgeprägt sind. Die Länge des dritten oberen Backenzahns entspricht etwa der halben Länge des zweiten oberen Backenzahns. Meist beträgt sie etwas mehr. Die Länge des dritten unteren Backenzahns entspricht etwa zwei Dritteln der Länge des zweiten unteren Backenzahns.

### Körperskelett
Das Hüftbein der Kurzschwanz-Zwerghamster ist wie bei den Maushamstern verhältnismäßig kurz mit kurzem Darmbein und schwach ausgeprägtem Darmbeinhöcker. Der Oberschenkelknochen ist kurz und lediglich etwas länger als bei den Maushamstern. Sein Hals ist verkürzt, so dass der Kopf mehr als bei anderen Hamstern sesselförmig scheint. Der am Schienbein anliegende Teil des Wadenbeins ist vergleichsweise lang. Der Oberarmknochen ist nicht verkürzt. Die Elle ist lang mit einem verhältnismäßig kurzen Ellenbogenfortsatz und einer vergleichsweise flachen und breiten Furche entlang der Außenfläche.

### Zytogenetik
Laut Romanenko und Mitarbeitern (2007) unterscheidet sich der angenommene ursprüngliche Karyotyp der Kurzschwanz-Zwerghamster mit 40 Chromosomen durch 11 Chromosomenspaltungen und 15 Chromosomenverschmelzungen vom angenommenen ursprünglichen Karyotyp der Mäuseartigen.
Der Karyotyp des Roborowski-Zwerghamsters unterscheidet sich laut Schmid und Mitarbeitern (1986)
sowie Haaf und Mitarbeitern (1987)
durch sieben oder acht unabhängige zentrische Fusionen, drei Inversionen, eine mögliche telomerische Fusion, die Menge des konstitutiven Heterochromatins sowie dessen DNA-Basenpaar-Zusammensetzung vom Karyotyp der Dsungarischen Zwerghamster.
|                                 | Roborowski-Zwerghamster | Dsungarische Zwerghamster |
| ------------------------------- | ----------------------- | ------------------------- |
| Anzahl der Chromosomen          | 34                      | 28                        |
| Anzahl der Chromosomenarme (NF) | 59                      | 51                        |
| Anzahl der Autosomenarme (NFa)  | 56                      | 48                        |

## Lebensweise
Die Kurzschwanz-Zwerghamster ernähren sich vor allem von den Samen von Pflanzen wie dem Haar-Pfriemengras, Salpeterkräutern, dem Steppen-Steinkraut und Erbsensträuchern. Am aktivsten sind sie am Abend und am frühen Morgen, jedoch sind sie auch während der Nacht etwas aktiv. Im Gegensatz zu anderen Hamstern zeigen sie eine vergleichsweise große Verträglichkeit gegenüber Artgenossen und beide Elternteile können an der Aufzucht der Jungtiere beteiligt sein.

## Verbreitung und Stammesgeschichte
Das Verbreitungsgebiet der Kurzschwanz-Zwerghamster sind die gebirgigen und ebenen Wälder, Steppen und Halbwüsten in der Mongolei, in angrenzenden Gebieten Chinas, im Osten und Nordosten Kasachstans, im Süden des Westsibirischen Tieflands, in Tuwa und in Daurien.
Fossil sind sie aus dem Pleistozän Europas, dem Mittelpleistozän und/oder dem Jungpleistozän Asiens sowie dem Holozän Asiens bekannt.
Schaub (1930) ordnet den Kurzschwanz-Zwerghamstern einige als Cricetulus bestimmte altpleistozäne Fossilien aus Höhlen Somersets in Großbritannien und aus anderen Gegenden Europas zu.
Laut Gromow und Jerbajewa (1995) sind Funde in jungpleistozänen Schichten des Irtyschgebiets glaubwürdig, die Zuordnung von Funden dieser Zeit westlich bis Europa beruhe dagegen auf fehlerhaften Bestimmungen.
Laut molekulargenetischen Untersuchungen spalteten sich die Kurzschwanz-Zwerghamster bereits am Ende des Miozäns auf. Ihnen zugeordnete Fossilien fehlen demnach für das gesamte Pliozän. Der Mangel an Fossilien verhindert die Bestimmung eines ökologischen oder geografischen Ereignisses, das zur Abspaltung der Kurzschwanz-Zwerghamster führte. Die verwandtschaftlichen Beziehungen zu anderen fossilen Hamstern sind ebenfalls nicht klar.

## Systematik

### Äußere Systematik
Die Kurzschwanz-Zwerghamster stehen vermutlich basal zu den Mittelhamstern und den Hamstern der Cricetus-Gruppe. Zu diesem Ergebnis kommen molekulargenetische Untersuchungen der mitochondrialen Cytochrom-b- und 12S-rRNA-Gene sowie des nukleären vWF-Gens durch Neumann und Mitarbeiter (2006). Messungen mittels konstanter molekularer Uhr ergeben eine Abspaltung vor 8,5 bis 9 Millionen Jahren und mittels entspannter molekularer Uhr eine Abspaltung vor 12,2 Millionen Jahren.
Laut Untersuchungen des 12S-rRNA-Gens durch Lebedew und Mitarbeiter (2003) sind die Tibetischen Zwerghamster möglicherweise ihre Schwestergruppe.
Untersuchungen der nukleären GHR-, BRCA1-, RAG1- und c-myc-Gene durch Steppan und Mitarbeiter (2004) bestätigen die basale Stellung der Kurzschwanz-Zwerghamster und ergeben eine Abspaltung vor 13,5 bis 14,1 Millionen Jahren bei Betrachtung aller vier Gene und eine Abspaltung vor 12,4 Millionen Jahren bei Betrachtung lediglich des GHR-Gens.
Zytogenetische Untersuchungen mittels G-Bänderung durch Romanenko und Mitarbeiter (2007) bestätigen ebenfalls die basale Stellung.
Laut Untersuchungen des nukleären IRBP-Gens durch Jansa und Weksler (2004) sind die Kurzschwanz-Zwerghamster dagegen möglicherweise eine Schwestergruppe der Mittelhamster.
Zum gleichen Ergebnis kommen Untersuchungen der nukleären LCAT- und vWF-Gene durch Michaux und Mitarbeiter (2001).

### Innere Systematik
Musser und Carleton (2005) unterscheiden drei Arten der Kurzschwanz-Zwerghamster:
- den Roborowski-Zwerghamster (Phodopus roborovskii) in der Mongolei, in angrenzenden Gebieten Chinas, in Tuwa und im Osten Kasachstans sowie
- die zwei Arten der Dsungarischen Zwerghamster (Phodopus sungorus-Gruppe),
  - den Campbell-Zwerghamster (Phodopus campbelli) in der Mongolei, in angrenzenden Gebieten Chinas und in Daurien sowie
  - den Dsungarischen Zwerghamster (Phodopus sungorus) im Nordosten Kasachstans und im Süden des Westsibirischen Tieflands.

In vielen Systematiken werden die Dsungarischen Zwerghamster in einer Art vereint.
Vom Roborowski-Zwerghamster unterscheiden sie sich stärker als andere anerkannte Gattungen der Hamster untereinander. Laut Neumann und Mitarbeitern beträgt die genetische Distanz gemessen am Cytochrom-b-Gen 18,4 Prozent, gemessen am 12S-rRNA-Gen 5,2 Prozent und gemessen am vWF-Gen 4,6 Prozent. Messungen mittels konstanter molekularer Uhr ergeben eine Aufspaltung vor 4,9 bis 5,2 Millionen Jahren und mittels entspannter molekularer Uhr eine Aufspaltung vor 6,9 Millionen Jahren. Morphologische und zytogenetische Unterschiede sind ebenfalls groß und Neumann und Mitarbeiter schlagen vor, die Dsungarischen Zwerghamster in die eigenständige Gattung Cricetiscus zu stellen.

## Benennung und Bedeutung für den Menschen
Gerrit Smith Miller stellte die Gattung Phodopus 1910 auf und bestimmte Cricetulus bedfordiae, eine Unterart des Roborowski-Zwerghamsters, als Typusart.
Der Gattungsname leitet sich von altgriechisch phodos (φωδος, Genitiv von phos φως „Brandfleck“) und pous (πους „Fuß“) ab und bezieht sich auf den großen, verschmolzenen Ballen an den Sohlen des Roborowski-Zwerghamsters.
Als deutsche Trivialnamen werden „Kurzschwänzige Zwerghamster“
(Flint, 1966;
Piechocki, 1969)
und „Kurzschwanz-Zwerghamster“ (Niethammer, 1988)
verwendet.
Kurzschwanz-Zwerghamster können auf Getreideanbauflächen als Schädlinge auftreten, jedoch ist ihre Anzahl überall so gering, dass die Schäden unbedeutend sind. Sie sind natürliche Wirte der Erreger einiger für den Menschen ansteckender Krankheiten.
Alle Arten werden als Heimtier gehalten.